# Čir
Il Čir è un fiume della Russia europea meridionale (Oblast' di Rostov e Volgograd), affluente di destra del Don.
Ha origine dal versante meridionale dei rilievi collinari delle Alture del Don; scorre con direzione mediamente orientale o sudorientale attraversando la steppa ondulata del basso Don, prima di sfociare nel Don in corrispondenza del bacino di Cimljansk nei pressi della cittadina di Surovikino. Il principale affluente è il fiume Kurtlak (lungo 150 km), che confluisce dalla sinistra idrografica.
Il fiume è congelato nei mesi fra dicembre e fine marzo, periodi nei quali si tocca uno dei minimi annuali di portata; la primavera è la stagione della piena, mentre d'estate la portata tende nuovamente ad abbassarsi, a causa del clima piuttosto caldo e secco.